# Douglas Cobo
Douglas Felipe Moreira Cobo (* 19. März 1987 in Campos dos Goytacazes), auch bekannt als Douglas Cobo, ist ein brasilianischer Fußballspieler.

## Karriere
Douglas Cobo erlernte das Fußballspielen in der Jugendmannschaft des FC São Paulo in São Paulo. Seinen ersten Vertrag unterschrieb er 2005 in Taboão da Serra bei CA Taboão da Serra. Mitte 2008 wechselte er nach Asien. Hier unterschrieb er in Thailand einen Vertrag beim Erstligisten Chonburi FC in Chonburi. Die Rückserie 2009 wurde er an den Ligakonkurrenten Sriracha FC nach Si Racha ausgeliehen. Nachdem der Vertrag in Chonburi ausgelaufen war, schloss er sich 2010 dem ebenfalls in der Thai Premier League spielenden BEC Tero Sasana FC aus der Hauptstadt Bangkok an. 2011 wurde er von seinem ehemaligen Club Sriracha FC verpflichtet. Die Saison 2011 schloss der Club mit einem 17. Tabellenplatz ab und musste somit in die zweite Liga, die Thai Premier League Division 1, absteigen. Nach einem Jahr wechselte er zum Ligakonkurrenten Trat FC nach Trat. In seine Heimat kehrte er 2014 zurück. Bangu AC, ein Club aus Rio de Janeiro, nahm ihn für ein halbes Jahr unter Vertrag. Mitte 2014 verließ er wieder Brasilien und wechselte nach Europa, wo er sich in Malta den FC Floriana anschloss. Mit dem Verein aus Floriana spielte er 30 Mal in der ersten Liga, der Maltese Premier League. Mitte 2015 ging es zurück nach Brasilien. Über die Stationen CA Taboão da Serra und São José EC ging er 2017 wieder nach Thailand, wo er einen Vertrag bei seinem ehemaligen Club Trat FC unterzeichnete. Nach einem Jahr verließ er Trat und unterschrieb einen Vertrag bei Khon Kaen United FC in Khon Kaen. Der Verein spielte in der vierten Liga, der Thai League 4, in der North/East-Region. Im ersten Jahr wurde er mit dem Club Vizemeister und stieg anschließend in die dritte Liga, die Thai League 3, auf. 2019 wurde Khon Kaen Meister der Upper-Region und stieg somit in die zweite Liga auf. In der Saison 2020/21 wurde er mit Khon Kaen Tabellenvierter und qualifizierte sich für die Aufstiegsspiele zur ersten Liga. Hier konnte man sich im Endspiel gegen den Nakhon Pathom United FC durchsetzen und stieg somit in die zweite Liga auf. Nach insgesamt 85 Ligaspielen für Khon Kaen wechselte er im Juni 2022 zum thailändischen Drittligisten Songkhla FC. Mit dem Verein aus Songkhla spielt er in der Southern Region der Liga. Am Ende der Saison feierte er mit Songkla die Meisterschaft der Region. In den Aufstiegsspielen zur zweiten Liga konnte man sich jedoch nicht durchsetzen. Ende Mai 2023 wurde sein Vertrag in Songkhla nicht verlängert.

## Erfolge
Khon Kaen United FC
- Thai League 4 – North/East

Vizemeister: 2018  ▲
- Thai League 3 – Upper Region

Meister: 2019  ▲
Songkla FC
- Thai League 3 – South

Meister: 2022/23